# Canaples

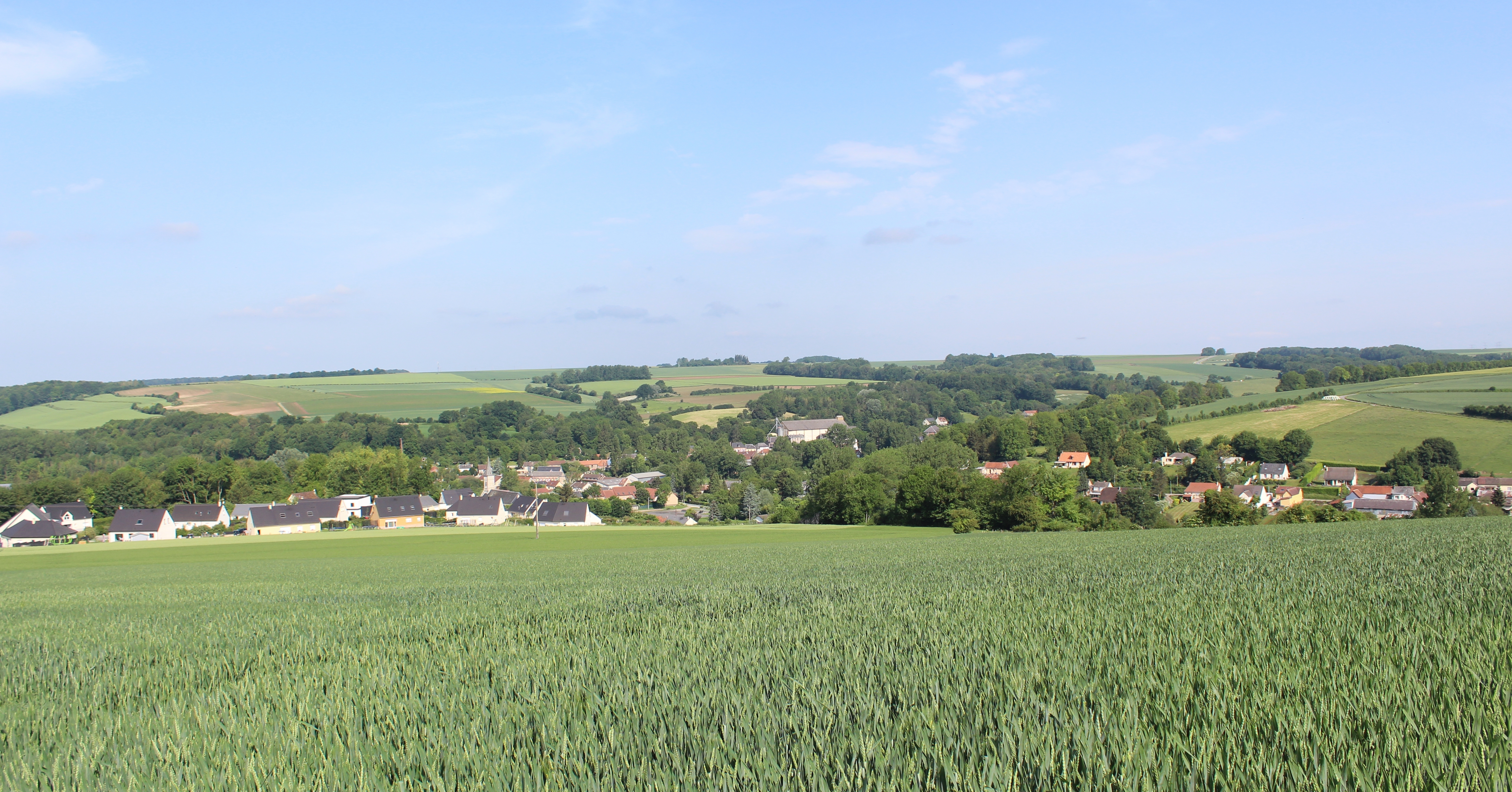
Panorama du village.

Canaples est une commune française située dans le département de la Somme en région Hauts-de-France.

## Géographie

### Localisation
Canaples est un village picard de l'Amiénois proche du Ponthieu.
À vol d'oiseau, la localité est située à 7 km à l'est de Domart-en-Ponthieu, 9 km au sud-est de Bernaville, 10 km au nord-ouest de Villers-Bocage, 14 km au sud-ouest de Doullens, 19 km au nord-ouest d'Amiens, 28 km au sud-est d'Abbeville et à 48 km au sud-ouest d'Arras.
Le territoire de la commune est limitrophe de ceux de sept communes.
Les communes limitrophes sont  Bonneville, Fieffes-Montrelet, Halloy-lès-Pernois, Havernas, Naours, Pernois et Wargnies.

### Hydrographie

#### Réseau hydrographique
La commune est située dans le bassin Artois-Picardie. Elle est drainée par la Nièvre, la Fieffe et le Canaples,.
La Nièvre, d'une longueur de 22 km, prend sa source dans la commune de Naours et se jette  dans la Somme canalisée à L'Étoile, après avoir traversé 13 communes.

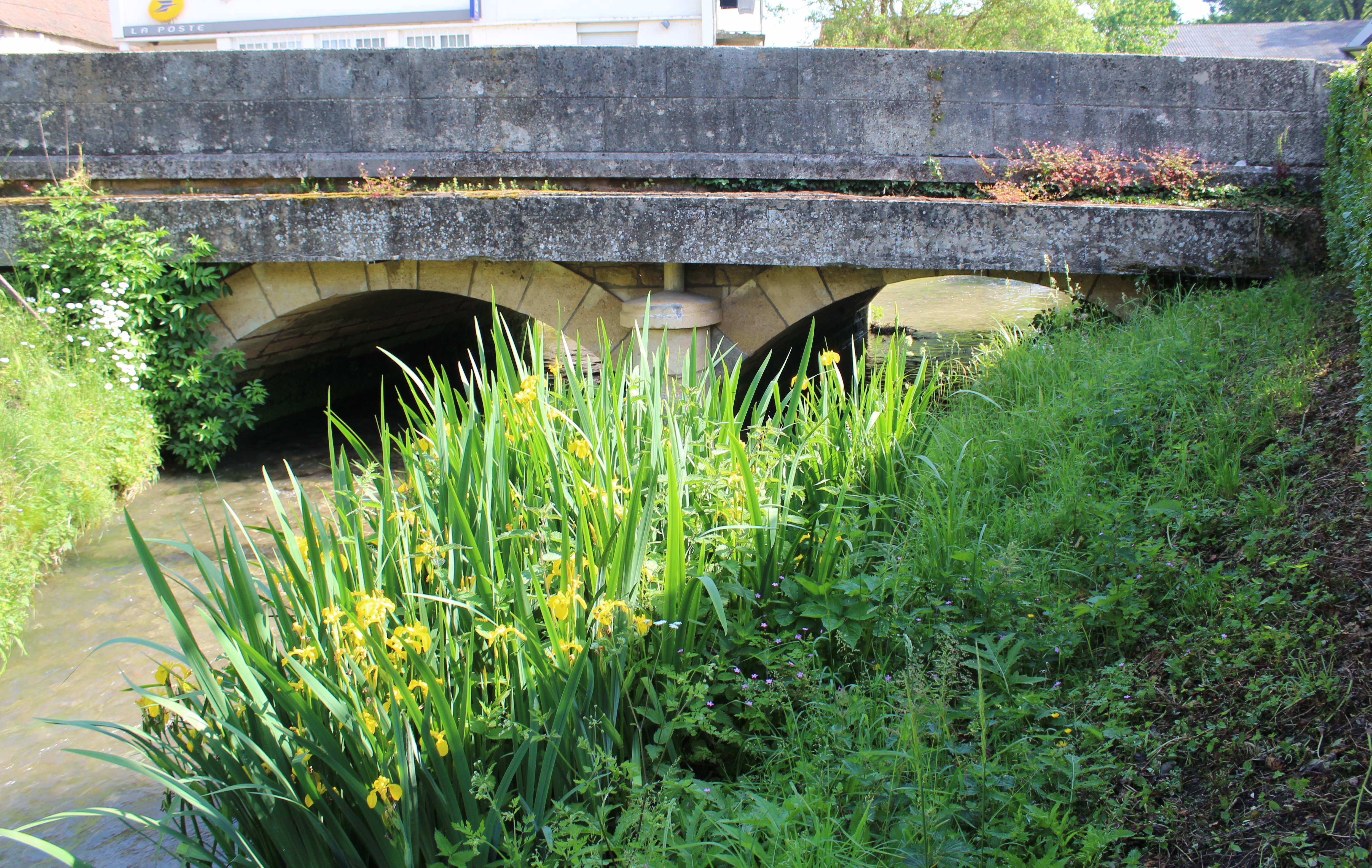
Pont sur la Fieffe.
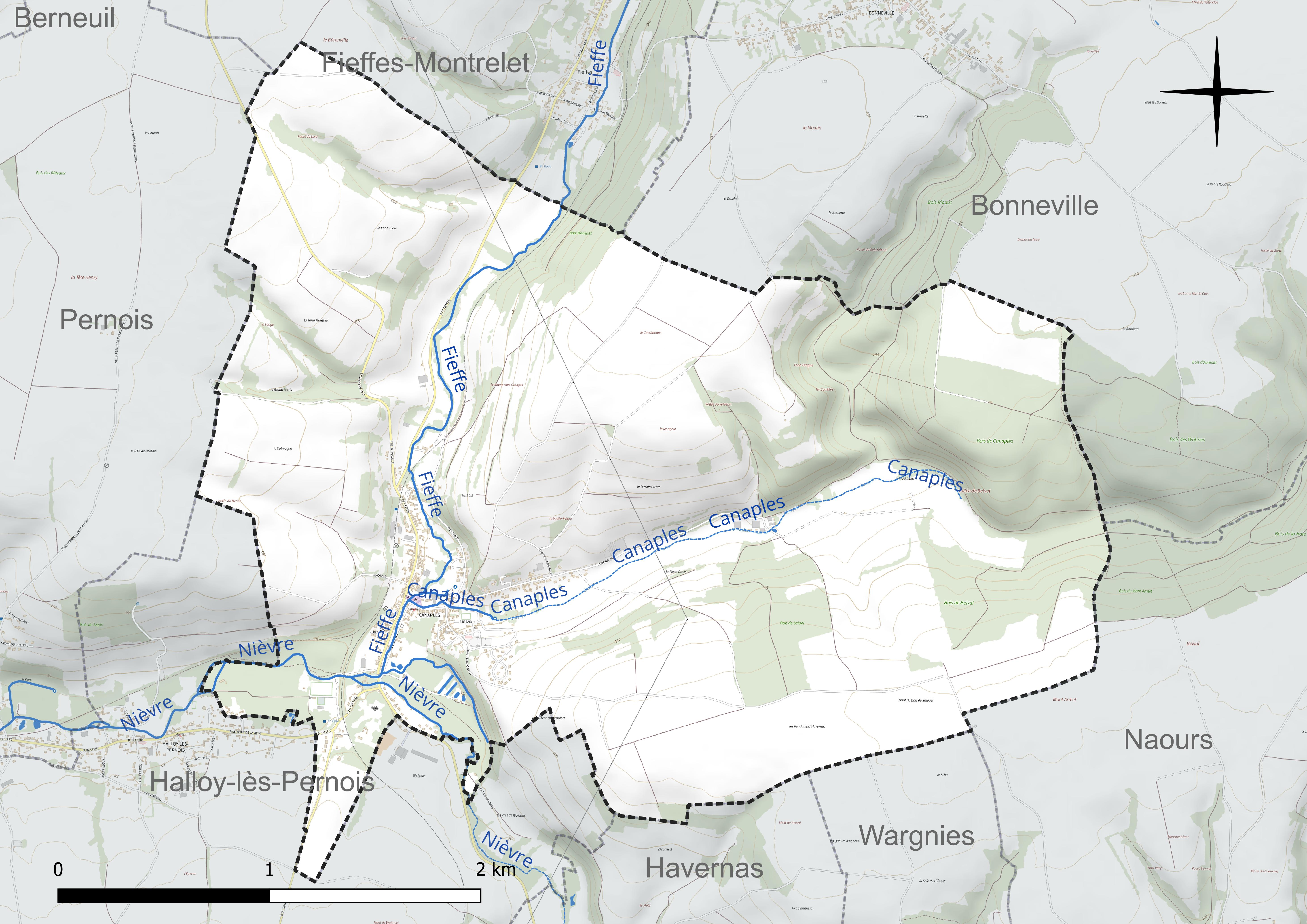
Réseau hydrographique de Canaples.

#### Gestion et qualité des eaux
Le territoire communal est couvert par le schéma d'aménagement et de gestion des eaux (SAGE) « Somme aval et Cours d'eau côtiers ». Ce document de planification concerne un territoire de 1 835 km2 de superficie, délimité par le bassin versant de la Somme canalisée. Le périmètre a été arrêté le 29 avril 2010 et le SAGE proprement dit a été approuvé le 6 août 2019. La structure porteuse de l'élaboration et de la mise en œuvre est le syndicat mixte d'aménagement hydraulique du bassin versant de la Somme (AMEVA).
La qualité des cours d'eau peut être consultée sur un site dédié géré par les agences de l'eau et l'Agence française pour la biodiversité.

### Climat
Pour des articles plus généraux, voir Climat des Hauts-de-France et Climat de la Somme.
En 2010, le climat de la commune est de type climat océanique dégradé des plaines du Centre et du Nord, selon une étude du CNRS s'appuyant sur une série de données couvrant la période 1971-2000. En 2020, Météo-France publie une typologie des climats de la France métropolitaine dans laquelle la commune est exposée à un climat océanique et est dans la région climatique Côtes de la Manche orientale, caractérisée par un faible ensoleillement (1 550 h/an) ; forte humidité de l'air (plus de 20 h/jour avec humidité relative > 80 % en hiver), vents forts fréquents.
Pour la période 1971-2000, la température annuelle moyenne est de 10,4 °C, avec une amplitude thermique annuelle de 13,6 °C. Le cumul annuel moyen de précipitations est de 778 mm, avec 12 jours de précipitations en janvier et 8,7 jours en juillet. Pour la période 1991-2020, la température moyenne annuelle observée sur la station météorologique la plus proche, située sur la commune de Bernaville à 9 km à vol d'oiseau, est de 10,4 °C et le cumul annuel moyen de précipitations est de 877,3 mm,. Pour l'avenir, les paramètres climatiques de la commune estimés pour 2050 selon différents scénarios d'émission de gaz à effet de serre sont consultables sur un site dédié publié par Météo-France en novembre 2022.

## Urbanisme

### Typologie
Au 1er janvier 2024, Canaples est catégorisée bourg rural, selon la nouvelle grille communale de densité à sept niveaux définie par l'Insee en 2022.
Elle appartient à l'unité urbaine de Saint-Léger-lès-Domart, une agglomération intra-départementale regroupant sept  communes, dont elle est une commune de la banlieue,,. Par ailleurs la commune fait partie de l'aire d'attraction d'Amiens, dont elle est une commune de la couronne,. Cette aire, qui regroupe 369 communes, est catégorisée dans les aires de 200 000 à moins de 700 000 habitants,.

### Occupation des sols
L'occupation des sols de la commune, telle qu'elle ressort de la base de données européenne d'occupation biophysique des sols Corine Land Cover (CLC), est marquée par l'importance des territoires agricoles (71,3 % en 2018), une proportion sensiblement équivalente à celle de 1990 (72 %). La répartition détaillée en 2018 est la suivante : 
terres arables (54 %), forêts (24,7 %), prairies (10,1 %), zones agricoles hétérogènes (7,1 %), zones urbanisées (4 %). L'évolution de l'occupation des sols de la commune et de ses infrastructures peut être observée sur les différentes représentations cartographiques du territoire : la carte de Cassini (XVIIIe siècle), la carte d'état-major (1820-1866) et les cartes ou photos aériennes de l'IGN pour la période actuelle (1950 à aujourd'hui).

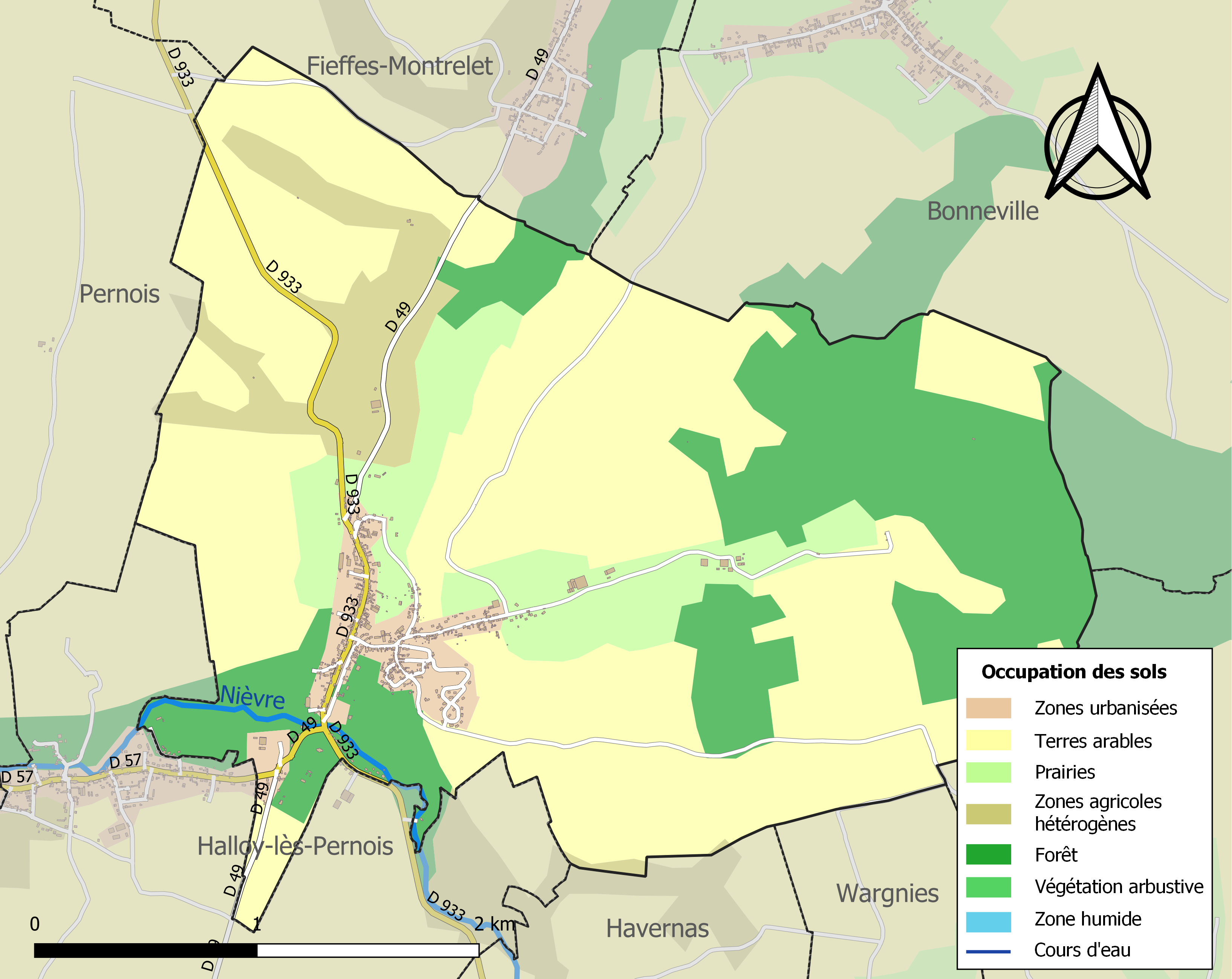
Carte des infrastructures et de l'occupation des sols de la commune en 2018 (CLC).

### Lieux-dits, hameaux et écarts
Les Bieffes, les Viviers, le Château constituent les écarts principaux de la localité.

### Voies de communication et transports
Le village est, entre autres, desservi par la route départementale 933 (RD 933), l'axe Amiens-Bernaville.
En 2019, la localité est desservie par la ligne d'autocars no 24 (Doullens - Domart-en-Ponthieu), la ligne no 55 (Domart-en-Ponthieu - Amiens) du réseau inter-urbain Trans'80, Hauts-de-France, tous les jours sauf le dimanche et les jours fériés, la ligne no 25, le jeudi, jour de marché à Doullens et la ligne no 57 qui mène à Amiens.

## Toponymie
Le nom de la localité est attesté sous les formes Canapes en 1160 ; Canaples en 1186 ; Canapres en 1202 ; Kanapes en 1225 ; Chanapes en 1226 ; Chanaples en 1268 ; Canaple en 1295.
Le nom de Canaples serait issu de « cannabis, cannabium, canapsa », c'est-à-dire chanvre ou lieu où on le cultive. Au nord du village, le lieu-dit les Chanvrières du Rhin en témoigne.

## Histoire
Au Moyen Âge, un château dominait le village. Aujourd'hui, il n'en reste plus rien. Il se situait à l'ouest de l'église actuelle (ancienne chapelle du château). 
Depuis le XIIe siècle, divers écrits relatent l'existence des seigneurs de Canaples : 
- en 1140, Dreus d'Amiens ;
- en avril 1252, Thibault, fonda la chapelle Saint-Hubert du château ;
- au XVe siècle, un Créquy combattit dans les rangs des Bourguignons contre Charles VII de France. François Ier honora un autre membre de cette famille de la charge de 100 hommes d'armes de sa maison.

Aux XVIIe et XVIIIe siècles, les habitants du village subissent plusieurs périodes de disette. Le cahier de doléances de 1789 montre qu'ils étaient loin de payer avec plaisir les impôts et les redevances de toutes sortes auxquels ils devaient faire face.

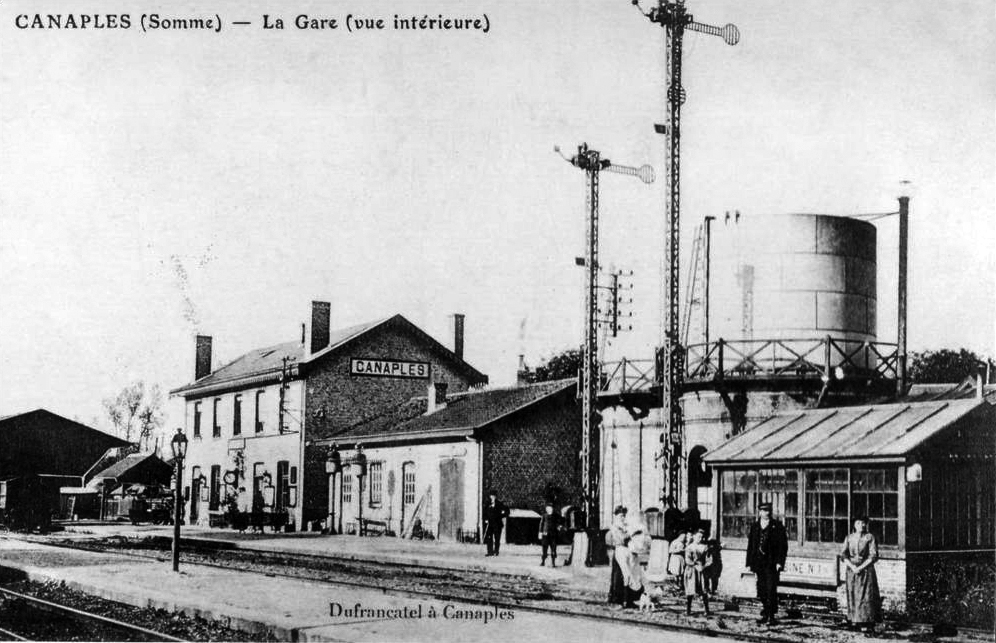
Ancienne gare de Canaples.

Au XIXe siècle, on travaillait le lin à Canaples. Malheureusement, dans la deuxième moitié du siècle, les importations de lin de l'étranger tendent à faire disparaître cette (seule) industrie jusque-là très prospère. En 1897, il subsiste encore trois fabricants de lin qui occupent les trois-quarts des ouvriers. Cependant, ces ouvriers, mal payés, désertent peu à peu la commune, car depuis plusieurs années, dans les vallées de la Nièvre et de la Somme, fonctionnent de nouvelles usines de textile qui travaillent le jute.

### Première Guerre mondiale
Le 11 septembre 1914, un commando allemand, que la population prend pour des Anglais, fait sauter le pont de chemin de fer de Canaples, au nord d'Amiens.

## Politique et administration

### Liste des maires
| Période                                  | Période                      | Identité            | Étiquette | Qualité                                                                                                |
| ---------------------------------------- | ---------------------------- | ------------------- | --------- | --- |
| Les données manquantes sont à compléter. |                              |                     |           | |
| 1846                                     | 1860                         | Louis Hardy-Daussy  |           | |
| 1860                                     | 1870                         | Louis Vasseur       |           | |
| 1870                                     | 1878                         | Adolphe Bourdon     |           | |
| 1878                                     | 1904                         | François Montardier |           | |
| 1904                                     | 1919                         | Emile Bellenger     |           | |
| 1919                                     | 1935                         | Célestin Marcel     |           | |
| 1935                                     | 1940                         | Victorien Girot     |           | |
| 1940                                     | 1942                         | Joseph Vignon-Caron |           | Désigné d'office par l'occupant                                                                        |
| 1945                                     | 1952                         | Joseph Toulet       |           | |
| 1952                                     | 1965                         | Robert Roussel      | PCF       | |
| 1965                                     | 2001                         | Gilbert Temmermann  | PS        | Conseiller général de Domart-en-Ponthieu (1976 → 2008), Député suppléant de Jacques Becq (1988 → 1993) |
| 2001                                     | 2008                         | Muriel Gruner       | PS        | |
| 2008                                     | En cours (au 8 octobre 2020) | Marcel Poisson      |           | Réélu pour le mandat 2020-2026,                                                                        |

### Politique environnementale
Le jury de présélection 2016 des Villes et villages fleuris visite la commune le 2 juin 2016. Des recommandations sont formulées afin d'obtenir une première fleur.

## Population et société

### Démographie
L'évolution du nombre d'habitants est connue à travers les recensements de la population effectués dans la commune depuis 1793. Pour les communes de moins de 10 000 habitants, une enquête de recensement portant sur toute la population est réalisée tous les cinq ans, les populations de référence des années intermédiaires étant quant à elles estimées par interpolation ou extrapolation. Pour la commune, le premier recensement exhaustif entrant dans le cadre du nouveau dispositif a été réalisé en 2006.

En 2022, la commune comptait 704 habitants, en évolution de −0,14 % par rapport à 2016 (Somme : −1,26 %, France hors Mayotte : +2,11 %).
| 1793 | 1800 | 1806 | 1821 | 1831 | 1836 | 1841 | 1846 | 1851 |
| ---- | ---- | ---- | ---- | ---- | ---- | ---- | ---- | ---- |
| 586  | 612  | 684  | 784  | 848  | 873  | 946  | 974  | 945  |

| 1856 | 1861 | 1866 | 1872 | 1876 | 1881 | 1886 | 1891 | 1896 |
| ---- | ---- | ---- | ---- | ---- | ---- | ---- | ---- | ---- |
| 971  | 976  | 909  | 907  | 918  | 794  | 772  | 762  | 710  |

| 1901 | 1906 | 1911 | 1921 | 1926 | 1931 | 1936 | 1946 | 1954 |
| ---- | ---- | ---- | ---- | ---- | ---- | ---- | ---- | ---- |
| 610  | 658  | 605  | 546  | 525  | 526  | 527  | 459  | 442  |

| 1962 | 1968 | 1975 | 1982 | 1990 | 1999 | 2006 | 2011 | 2016 |
| ---- | ---- | ---- | ---- | ---- | ---- | ---- | ---- | ---- |
| 417  | 452  | 529  | 566  | 604  | 596  | 594  | 626  | 705  |

| 2021 | 2022 | - | - | - | - | - | - | - |
| ---- | ---- | - | - | - | - | - | - | - |
| 703  | 704  | - | - | - | - | - | - | - |

### Enseignement
De la « petite section » de maternelle au cours moyen deuxième année, l'école publique regroupe, en 2016, cinq classes et un réfectoire.
Une cantine, une garderie et une médiathèque complètent les ressources communales.
La localité relève du collège du Val-de-Nièvre à Domart-en-Ponthieu pour l'enseignement secondaire et de la circonscription Ponthieu-Marquenterre en matière d'inspection primaire.

## Culture locale et patrimoine

### Lieux et monuments
- Église Saint-Nicolas, attestée dès le XIIe siècle. L'édifice est remanié au XVIe siècle, puis au XVIIIe[36].
- Château. Le label "Ensemble arboré remarquable" a été obtenu en 2022 pour le parc qui avait déjà été distingué pour un Thuya géant[37]. Amédée Hordequin, pharmacien à Doullens, a construit le château fin XIXe siècle. Il était aussi exploitant de phosphate à Doullens. Anatole Bienaimé, architecte à Amiens, est à l'origine de l'édifice. La grille d'entrée, le parc et les communs sont inscrits au titre des monuments historiques depuis mai 2013[38].
- Le monument aux morts. Une pyramide tronquée ornée de palmes.

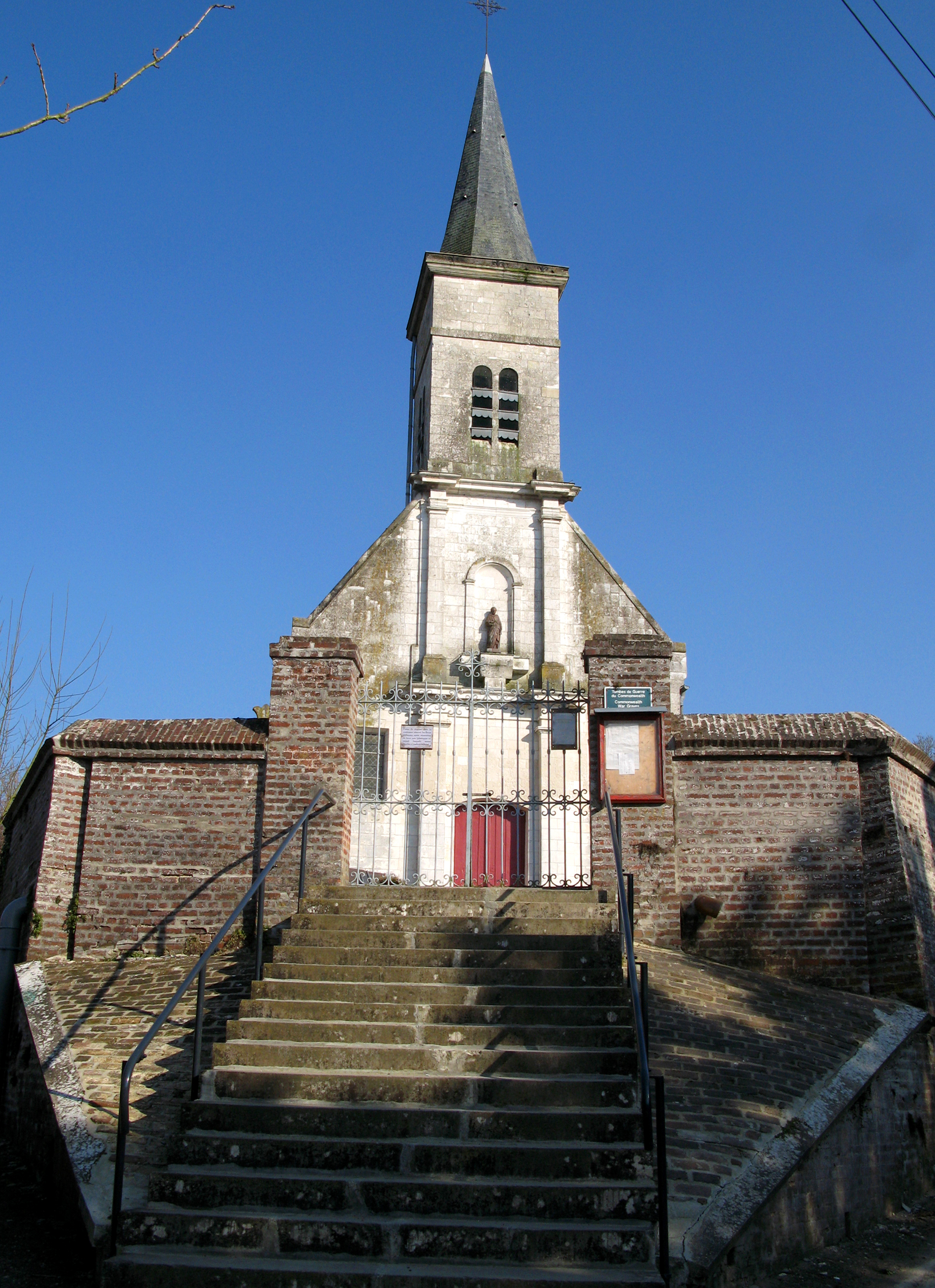
L'église.
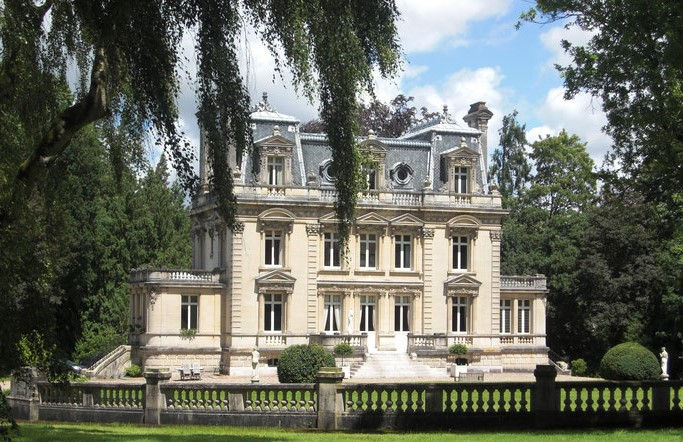
Le château.
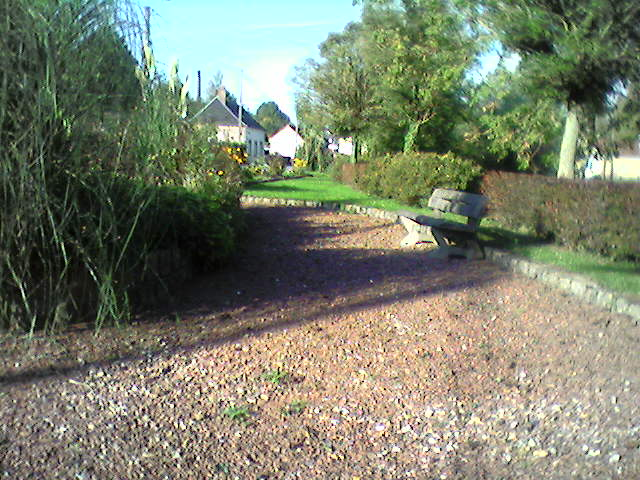
Un jardin public à Canaples.
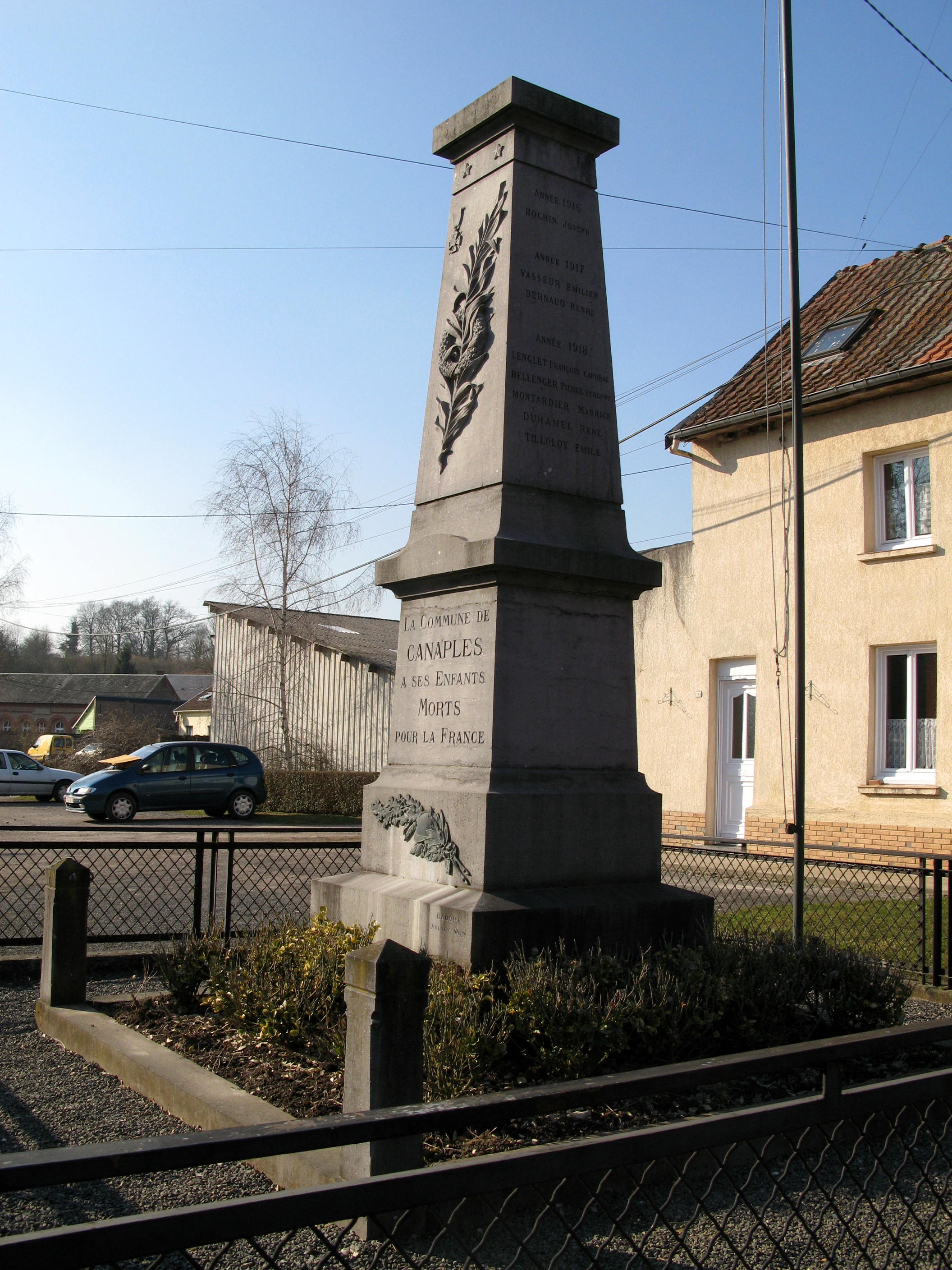
Le monument aux morts.

### Héraldique
|  | Les armes de la commune se blasonnent ainsi : d'or au créquier arraché de sinople. |

### Personnalités liées à la commune
- Charles II de Créquy